# Peridrome subquadrata
Peridrome subquadrata là một loài bướm đêm trong họ Erebidae.